# Dolichoderus affinis
Dolichoderus affinis é uma espécie de formiga do gênero Dolichoderus.